# The spirit of England
The spirit of England is een compositie van de Britse componist Edward Elgar.
Elgar schreef het werk als reactie op een verzoek van Sidney Colvin. Colvin kwam met het idee een toonzetting te verzorgen bij aantal gedichten van Laurence Binyon. Van die dichter verscheen in 1914 een verzamelbundel getiteld The winnowing fan. Elgar zou voor The spirit of England een keus maken uit drie gedichten, refereren aan de Eerste Wereldoorlog:
1. The fourth of August[4] (Moderato e maestoso; G-majeur)
2. To women (Moderato; As-majeur)
3. For the fallen (Solenne; a-mineur)

Er was direct een probleem, want collega Cyril Rootham was ook al bezig met For the fallen, maar Colvin hield aan en Elgar stemde uiteindelijk nogmaals toe. To women en For the fallen had Elgar snel op papier. Echter het gedicht The fourth of August bevatte een dermate grove tekst ten  opzichte van Duitsers dat Elgar er moeite mee had. Hij had Duitse vrienden, maar vond ook dat niet alleen Duitsers de schuld van de oorlog hadden.. Het eerste deel was dus als laatste klaar.
Het gehele werk ging in première op 4 oktober 1917 in Birmingham. Appleby Matthews gaf leiding aan het New Beecham Orchestra. In verband met de beperkte financiële middelen werd gekozen voor de optie van één solist, in dit geval de Nieuw-Zeelandse sopraan Rosina Buckman.
Het werk werd enthousiast ontvangen, maar de referentie aan de Grote Oorlog zorgde ervoor, dat het werk relatief weinig uitgevoerd werd. Uitvoeringen vinden normaliter plaats rond Remembrance Day. Uitvoeringen worden dan gezien in het licht van die tijd, waarbij het werk toch enigszins als pompeus wordt gezien. Dat het werk moeilijk ligt, is af te leiden uit het aantal uitvoeringen binnen de Promsconcerten. Het werk is daar nooit in haar geheel uitgevoerd. Het enige deel dat daar te horen is geweest was The fourth of August in de zomer van 2007. Ter vergelijking, Elgars Celloconcert was toen al 55 maal aan de beurt geweest. Hetzelfde geldt voor beschikbare opnamen; in 2016 is er slechts een handvol verkrijgbaar van The spirit; de uitgaven van het celloconcert zijn niet te tellen.
Orkestratie:
- sopraan, tenor
- gemengd koor (SATB)
- 1 piccolo, 2 dwarsfluiten, 2 hobo's, 1 althobo, 2 klarinetten, 1 basklarinet, 2 fagotten, 1 contrafagot
- 4 hoorns, 3 trompetten, 3 trombones, 1 tuba
- pauken, 2 man/vrouw percussie, 2 harpen, pijporgel
- violen, altviolen, celli, contrabassen.